# 全国建設労働組合総連合
全国建設労働組合総連合（ぜんこくけんせつろうどうくみあいそうれんごう、略称：全建総連（ぜんけんそうれん）、英語：National Federation of Construction Workers' Unions）は、日本の産業別労働組合である。 

## 概要
建設従事者・職人を中心に結成される。
建設国保や一人親方労災、税金相談などを行っている。
デモ行進や署名活動で建設労働者の権利保護を訴えている。
かつて中立労連に加盟したが、連合には加盟せず、上位団体は存在しない状態となっている。ただし一部は、全労連の地方組織・地域労連に加盟しているところがあり、中央社会保障推進協議会に加盟していることから全労連系とみなされることがある。

## 加盟組合

### 北海道・東北地域協議会
- 全建総連北海道建設労働組合連合会
  - 札幌建設労働組合
- 青森県建設組合連合会
  - 青森市建築組合
- 岩手県建設労働組合連合会
- 宮城県建設職組合連合会
- 秋田建築労働組合
- 山形県建設労働組合連合会
  - 田川建設労働組合
- 福島県建設労働組合連合会

### 関東地方協議会
- 茨城県建築連合会
- 栃木県建設労働組合
- 群馬県建築業組合連合会
- 埼玉県建設労働組合連合会
- 埼玉土建一般労働組合
- 全建総連千葉県連合会
  - 千葉建設労働組合
  - 東葛建設従業員組合
- 千葉土建一般労働組合
- 全建総連東京都連合会
  - 東京都建設組合
  - 首都圏建設産業ユニオン
  - 東京土建一般労働組合
  - 東京建設従業員組合
- 神奈川県建設労働組合連合会
  - 神奈川土建一般労働組合
  - 川崎建築労働組合
  - 横浜建設一般労働組合
  - 横浜建築職組合
  - 湘南建設組合
- 山梨県建設組合連合会

### 北信越地方協議会
- 新潟県建設ユニオン
- 富山県建築組合連合会
- 石川県建築組合連合会
  - 金沢市建築組合
- 福井県建築組合連合会
- 長野県建設労働組合連合会
  - 上小建設労働組合
  - 松本建設労働組合
  - 岡谷建設労働組合
  - 中高建設労働組合
  - 長埴建設労働組合
  - 長野建設産業労働組合
  - 大北建設労働組合
  - 飯下建設産業労組連合会

### 東海地方協議会
- 全建総連岐阜建設労働組合県本部
- 全建総連静岡県建設労働組合
- 愛知県建築組合連合会
- 全愛知建設労働組合
- 三重県建設労働組合

### 関西地方協議会
- 滋賀県建築組合
  - 彦根建築総合組合
- 全京都建築労働組合
- 大阪建設労働組合
- 兵庫県建設労働組合連合会
  - 兵庫県土建一般労働組合
  - 阪神土建一般労働組合
  - 神戸土木建築労働組合
  - 東播建設労働組合
  - 甲南土木建築労働組合
- 奈良県建築労働組合
- アーキテクトン奈良
- 和歌山建設労働組合

### 中国地方協議会
- 鳥取県建築連合会
- 島根県建築組合連合会
- 岡山県建設労働組合
- 広島県建設労働組合
- 山口県建設労働組合

### 四国地方協議会
- 徳島県建設労働組合
- 全徳島建設労働組合
- 香川県建設労働組合
- 愛媛県建設労働組合
  - 新居浜建築技能者労働組合
- 高知県建設労働組合

### 九州地方協議会
- 福岡県建設労働組合
- 全福岡県建設労働組合
- 佐賀県建設労働組合連合会
- 長崎県建設産業労働組合
- 熊本県建築労働組合
- 大分県建設合同労働組合
- 宮崎県建設産業労働組合
- 鹿児島県建設技能者組合
- 沖縄県建設ユニオン